# میرکو سولتائو
میرکو سولتائو (انگلیسی: Mirko Soltau؛ زادهٔ ۱۳ ژانویهٔ ۱۹۸۰) بازیکن فوتبال اهل آلمان است.
از باشگاه‌هایی که در آن بازی کرده‌است می‌توان به باشگاه فوتبال زاکسن لایپزیگ، باشگاه فوتبال دینامو درسدن، باشگاه فوتبال آگسبورگ، و باشگاه فوتبال یونیون برلین اشاره کرد.